# Forlì-Cesena (provins)
Provinsen Forlì-Cesena (it. Provincia di Forlì-Cesena) er en provins i regionen Emilia-Romagna i det nordlige Italien. Forlì er provinsens hovedby.
Der var 358.542 indbyggere ved folketællingen i 2001.

## Geografi
Provinsen Forlì-Cesena grænser til:
- i nord mod provinsen Ravenna,
- i øst mod Adriaterhavet og provinsen Rimini,
- i syd mod Marche (provinsen Pesaro e Urbino),
- i syd og vest mod Toscana (provinserne Arezzo og Firenze).

## Kommuner
- Bagno di Romagna
- Bertinoro
- Borghi
- Castrocaro Terme e Terra del Sole
- Cesena
- Cesenatico
- Civitella di Romagna
- Dovadola
- Forlimpopoli
- Forlì
- Galeata
- Gambettola
- Gatteo
- Longiano
- Meldola
- Mercato Saraceno
- Modigliana
- Montiano
- Portico e San Benedetto
- Predappio
- Premilcuore
- Rocca San Casciano
- Roncofreddo
- San Mauro Pascoli
- Santa Sofia
- Sarsina
- Savignano sul Rubicone
- Sogliano al Rubicone
- Tredozio
- Verghereto

44°13′21″N 12°02′27″Ø / 44.2225°N 12.040833333333°Ø